# Wangen im Allgäu
Wangen im Allgäu er en by i Baden-Württemberg, Tyskland.

## Geografi
Wangen ligger i Region Allgäu.

## Historie
Wangen nævnes første gang som Wangun i 815.
Wangen fik i 1217 stadsret af kejser Frederik 2..

## Links
- Byens hjemmeside – på tysk